# Мехатроника
Мехатроника је синергетски спој машинства, електротехнике и информационо комуникационих технологија (рачунарство, информатика, аутоматика, обрада сигнала итд.). Јавља се као посебан образовни профил на пољу техничких наука, и као вид интердисциплинарних инжењерских студија, у настојању да се оствари едукација инжењера способних да разумеју у целини функционисање и пројектовање савремених софистицираних производа (уређаја) и система.
Како технологија напредује током времена, различите подобласти инжењерства су успеле да се прилагоде и умноже. Намера мехатронике је да произведе дизајнерско решење које обједињује свако од ових различитих подпоља. Првобитно, област мехатронике је била замишљена да буде ништа друго до комбинација механике, електрике и електронике, те је отуда и назив композит речи „механика“ и „електроника“; међутим, како је сложеност техничких система наставила да еволуира, дефиниција је проширена како би укључила више техничких области.
Реч мехатроника настала је на јапанско-енглеском језику, а створио ју је Тецуро Мори, инжењер Јаскава Електрик корпорације. Реч мехатроника је регистрована као заштитни знак од стране ове компаније у Јапану са регистрационим бројем „46-32714“ 1971. године. Компанија је касније објавила право на коришћење те речи јавности, а реч је почела да се користи широм света. Тренутно је реч преведена на многе језике и сматра се суштинским термином за напредну аутоматизовану индустрију.
Многи људи мехатронику третирају као модерну популарну реч која је синоним за аутоматизацију, роботику и електромашинско инжењерство.
Француски стандард NF E 01-010 даје следећу дефиницију: „приступ који има за циљ синергијску интеграцију механике, електронике, теорије управљања и рачунарства у оквиру дизајна и производње производа, у циљу побољшања и/или оптимизације његове функционалности“.

## Историја
Назив „мехатроника” је 1969. године дао виши инжењер Тецура Мори. Он је радио за јапанску компанију Јаскава Електрик која је била позната по изградњи механичке фабричке опреме. У то време, Јаскава Електрик корпорација је користила неке електронске карактеристике за производњу механичке опреме. Мори је желео да уведе технички термин за ту нову технологију, те је комбиновао две техничке речи „механичка“ и „електроника“ и створио нову реч „мехатроника“. Реч мехатроника настала је у јапанско-енглеском стилу.
Године 1970, Јаскава је поднела захтев да ова реч постане регистровани бренд и добили су права 1973. године. Реч мехатроника је регистрована као заштитни знак од стране компаније у Јапану са регистарским бројем „46-32714“ 1971. године. Компанија је касније издала право употребе речи у јавности, а реч је почела да се користи глобално. Међутим у то време овај термин није стекао велику популарност. После 1980-их, термин је почео да добија на популарности због својих корисних карактеристика.
Током 1970-их, мехатроника се фокусирала на серво технологију, у којој је једноставна имплементација помогла технологије повезане са софистицираним методама управљања као што су аутоматски отварачи врата и камере са аутофокусом. Раније се овај термин базирао само на неким електричним и електронским рачунарима, али је после 1980-их употреба рачунарске технологије је била интегрисана. Контролисање и функционисање машина постало је много лакше коришћењем рачунарског хардвера и софтвера. Ово је омогућило почетак производње разних производа било које величине са веома високом прецизношћу и релативно ниском ценом. Са појавом информационе технологије 1980-их, микропроцесори су уведени у механичке системе, што је значајно побољшало перформансе. До 1990-их, напредак у рачунарској интелигенцији је примењен на мехатронику на начин који је револуционисао ову област.
Коначно, током 1990-их и 2000-их, мехатроника се фокусирала на комуникациону технологију за повезивање производа у велике мреже, укључујући производњу ваздушних јастука и других сродних технологија.
Мехатроника, иако је још увек нови термин у поређењу са другим добро успостављеним гранама инжењерства, сада се чини да је чврсто успостављена. Сада појединци и индустрије широм света слободно користе термин. У данашње време је област примене мехатронике изузетно широка. Ова технологија се чврсто користи у аутоматизацији машина, серво-механике, индустријске робе, биомедицинских система, енергетских система, система возила, система за пренос података, компјутерски потпомогнутог пројектовања, CNC и DNC система итд.

## Опис
Инжењер мехатронике обједињује принципе механике, електротехнике, електронике и рачунарства како би створио једноставнији, економичнији и поузданији систем. Индустријски робот је одличан пример мехатроничког система; укључује аспекте електронике, механике и рачунарства за обављање свакодневних послова.
Инжењерска кибернетика се бави питањем управљачког инжењерства мехатронских система. Користи се за контролу или регулацију таквог система (види теорију управљања). Кроз сарадњу, мехатронички модули извршавају производне циљеве и наслеђују флексибилна и агилна производна својства у производној шеми. Савремена производна опрема се састоји од мехатронских модула који су интегрисани према управљачкој архитектури. Најпознатије архитектуре укључују хијерархију, полиархију, хетерархију и хибрид. Методе за постизање техничког ефекта описане су контролним алгоритмима, који могу, али не морају, користити формалне методе у свом дизајну. Хибридни системи важни за мехатронику укључују производне системе, синергијске погоне, истраживачке ровере, аутомобилске подсистеме као што су системи против блокирања кочница и систем за помоћ при окретању, и свакодневну опрему као што су камере са аутофокусом, видео, хард дискови, CD плејери и телефони.

## Физичке имплементације
Механичко моделовање захтева моделовање и симулацију физичких комплексних феномена у оквиру вишеразмерног и мултифизичког приступа. То подразумева имплементацију и управљање методама и алатима моделовања и оптимизације, који су интегрисани у системски приступ. Специјалност је намењена студентима механике који желе да отворе свој ум за системско инжењерство, и способни су да интегришу различите физичке приступе или технологије, као и студентима мехатронике који желе да унапреде своје знање у оптимизацији и техникама мултидисциплинарних симулација.
Специјалност образује студенте у робусним и/или оптимизованим методама концепта за структуре или многе технолошке системе, као и за главне алате за моделовање и симулацију који се користе у истраживању и развоју. Предлажу се и специјални курсеви за оригиналне примене (композити од више материјала, иновативни претварачи и актуатори, интегрисани системи,...) како би се студенти припремили за предстојећи продор у доменима који покривају материјале и системе. За неке мехатроничке системе, главно питање више није како имплементирати контролни систем, већ како имплементирати актуаторе. У области мехатронике, углавном се користе две технологије за производњу покрета/кретања.

## Варијанте поља
Нова варијанта ове области је биомехатроника, чија је сврха да интегрише механичке делове са људским бићем, обично у облику уклоњивих направа као што је егзоскелет. Ово је „стварна” верзија сајбервера.
Друга варијанта је контрола покрета за напредну мехатронику, која је тренутно препозната као кључна технологија у мехатроници. Робусност контроле кретања биће представљена као функција крутости и основа за практичну реализацију. Циљ кретања је параметриран контролном крутошћу која може бити променљива у складу са референцом задатка. Системска робусност кретања увек захтева веома високу крутост у контролеру.
Авионика се такође сматра варијантом мехатронике јер комбинује неколико области као што су електроника и телекомуникације са ваздухопловним инжењерингом.

## Мехатроника у аутомобилу
Мехатронички системи представљају велики део функција аутомобила. Управљачка петља формирана сензором - обрада информација - актуатор - механичка (физичка) промена налази се у многим системима. Величина система може бити веома различита. Систем против блокирања точкова (ABS) је мехатронички систем. Сама кочница је такође један. А контролна петља формирана контролом вожње (на пример темпомат), мотором, брзином вожње возила у стварном свету и мерењем брзине је такође мехатронички систем. О великом значају мехатронике за аутомобилско инжењерство говори и чињеница да произвођачи возила често имају развојна одељења са „Мехатроником” у називу.

## Интернет Ствари
Интернет ствари (IoT) је међусобно умрежавање физичких уређаја, уграђених у електронику, софтвер, сензоре, актуаторе и мрежну повезаност који омогућавају овим објектима да прикупљају и размјењују податке.
Интернет ствари и мехатроника су комплементарни. Многе паметне компоненте повезане са интернетом ствари биће у суштини мехатронске. Развој IoT-а приморава мехатроничке инжењере, дизајнере, практичаре и едукаторе да истражују начине на које се мехатронички системи и компоненте перципирају, пројектују и производе. Ово им омогућава да се суоче са новим питањима као што су безбедност података, машинска етика и интерфејс човек-машина.